# Юнацька збірна Йорданії з футболу (U-17)
Юнацька збірна Йорданії з футболу (U-17) — національна футбольна збірна Йорданії, що складається із гравців віком до 17 років. Керівництво командою здійснює Йорданська футбольна асоціація.
Головним континентальним турніром для команди є Юнацький кубок Азії, який з 2008 року розігрується серед команд з віковим обмеженням до 16 років, і успішний виступ на якому дозволяє отримати путівку на Чемпіонат світу (U-17). Також може брати участь у товариських і регіональних змаганнях.
Протягом 1980-х років брала участь у відбіркових турнірах на світову першість у форматі U-16.

## Юнацький кубок Азії з футболу
| Юнацький кубок Азії Record | Юнацький кубок Азії Record | Юнацький кубок Азії Record | Юнацький кубок Азії Record | Юнацький кубок Азії Record | Юнацький кубок Азії Record | Юнацький кубок Азії Record | Юнацький кубок Азії Record | Юнацький кубок Азії Record |
| Господар / Рік             | Результат                  | Місце                      | І                          | В                          | Н                          | П                          | Г+                         | Г-                         |
| -------------------------- | -------------------------- | -------------------------- | -------------------------- | -------------------------- | -------------------------- | -------------------------- | -------------------------- | -------------------------- |
| 1985                       | не брала участь            | -                          | -                          | -                          | -                          | -                          | -                          | -                          |
| 1986- 1988                 | не кваліфікувалася         | -                          | -                          | -                          | -                          | -                          | -                          | -                          |
| 1990                       | кваліфікувалася            | груповий етап              | 3                          | 0                          | 0                          | 3                          | 1                          | 9                          |
| 1992- 2008                 | не кваліфікувалася         | -                          | -                          | -                          | -                          | -                          | -                          | -                          |
| 2010                       | кваліфікувалася            | чвертьфінали               | 4                          | 1                          | 2                          | 1                          | 2                          | 5                          |
| 2012                       | знялася                    | -                          | -                          | -                          | -                          | -                          | -                          | -                          |
| 2014- 2016                 | не кваліфікувалася         | -                          | -                          | -                          | -                          | -                          | -                          | -                          |
| 2018                       | кваліфікувалася            | не визначено               | -                          | -                          | -                          | -                          | -                          | -                          |